# 吐竜の滝
吐竜の滝（どりゅうのたき）は山梨県北杜市大泉町西井出にある滝。

## 概要
清里高原の川俣川渓谷にある。落差10メートル、幅15メートル。標高は1250メートル。潜流瀑。
八ヶ岳南東麓の地下水が溶岩層を通って湧き出した事により形成された滝で、岩間から絹糸のように流れ落ちる姿から「竜の吐く滝」と名付けられた。
そのため水は1年を通して清らかで冷たく、湧水量もほぼ一定している。
周辺には「千枚淵」などの名所が点在しており、山梨県道11号北杜富士見線の東沢大橋に至る川俣東沢渓谷自然遊歩道が整備されている。
2002年にNHKで放送された大河ドラマ「利家とまつ〜加賀百万石物語〜」のオープニング映像のシーン中に使用された。

## 交通アクセス
- 中央道長坂ICより県道32号経由、清里高原有料道路方面へ30分
- 駐車場（普通車約15台）から徒歩15分[2]